# Chytodesmidae
Chytodesmidae är en familj av mångfotingar. Chytodesmidae ingår i ordningen banddubbelfotingar, klassen dubbelfotingar, fylumet leddjur och riket djur. Enligt Catalogue of Life omfattar familjen Chytodesmidae 5 arter. 
Kladogram enligt Catalogue of Life:
| Chytodesmidae | \| \| Docodesmiella \| \| \| \| \| \| Ptyxodesmus \| \| \| \| \| \| Trichodesmiella \| \| \| \| |
|               | \| \| Docodesmiella \| \| \| \| \| \| Ptyxodesmus \| \| \| \| \| \| Trichodesmiella \| \| \| \| |
|               | Docodesmiella                                                                                   |
|               |                                                                                                 |
|               | Ptyxodesmus                                                                                     |
|               |                                                                                                 |
|               | Trichodesmiella                                                                                 |
|               |                                                                                                 |